# Gävle Godtemplares IK
Gävle Godtemplares Idrottsklubb er en svensk idrætsforening fra Gävle, der blev stiftet den 6. maj 1906 under navnet Gefle Godtemplares Gymnastik och Idrottsförening. Axel Hellström var initiativtager, og han blev også klubbens første formand. Allerede i 1907 blev et nyt navn til foreningen foreslået, og i 1908 blev dens navn ændret til Gävle Godtemplares Idrottsklubb med forkortelsen GGIK. Klubben kaldedes bl.a. "Godis", "Saftpiraterna" eller "Saftis", da den var en blanding af en afholdsforening og en idrætsforening.
Klubben har i dag afdelinger for floorball, fodbold og ishockey, men tidligere har den også haft atletik, bandy, cykling, gymnastik, håndbold, langrend, orienteringsløb, skihop, svømning og tennis på programmet.